# 管霸
管霸（？—168年），東漢漢桓帝時期有權勢的宦官。

## 生平
延熹二年（159年），白馬令李雲因直諫漢桓帝而下獄，漢桓帝派遣中常侍管霸和御史、廷尉前去拷問李雲。杜眾知李雲獲罪，上書表示李雲應無罪釋放，若忠於社稷有罪，他願與李雲同死。漢桓帝大怒，將杜眾交付廷尉治罪。陳蕃、太常楊秉、沐茂、郎中上官資等人都上書請求赦免李雲，漢桓帝震怒，下詔將陳蕃、楊秉免職；沐茂、上官資則被降職，當時，漢桓帝人在濯龍池，管霸向漢桓帝報告李雲等人的情況，管霸下跪勸說漢桓帝：「李雲不過是野澤中的愚儒，杜眾不過是郡中的小吏，他們言行出於狂妄戇直，不足以懲罰。」漢桓帝對管霸說：「『帝欲不諦』，這是何等狂妄？你卻想要寬赦他們嗎！」於是讓小黃門傳令，最終李雲和杜眾都死在獄中。
延熹八年（165年），漢桓帝派遣管霸到苦縣，祭祀老子。
中常侍的蘇康和管霸掌權後，霸佔天下良田、優秀的產業、山林湖澤，百姓們窮困、州郡裡的官員都忍氣吞聲。劉祐致書給那些被霸占的區域，依法令將二位宦官的產業沒收。
竇皇后宿有積怨，漢桓帝駕崩後，梓宮還在前殿，就將田聖殺害，又打算誅殺諸位漢桓帝的貴人，經中常侍管霸、蘇康苦諫後，才沒有執行。
建寧元年（168年），竇武打算誅殺宦官，由於管霸專制於宮廷，管霸和蘇康等人都被竇武收補，獲罪被處死。